# Jonny Otto
Jonathan „Jonny“ Castro Otto (* 3. März 1994 in Vigo) ist ein spanischer Fußballspieler, der bei PAOK Thessaloniki unter Vertrag steht.

## Karriere
Otto begann seine Karriere in der Jugend von Celta Vigo. Ab der Saison 2012/13 zählte er zum Kader der ersten Mannschaft und kam in den kommenden sechs Jahren 183 Mal in der Primera División zum Einsatz (drei Tore).
Im Juli 2015 erwarb der Ligakonkurrent Atlético Madrid die Transferrechte an Otto, stattete ihn mit einem Vertrag bis zum 30. Juni 2024 aus und verlieh ihn für die Saison 2018/19 in die Premier League an die Wolverhampton Wanderers. Nachdem er in 20 Ligaspielen stets in der Startelf zum Einsatz gekommen war, erwarben die Wolverhampton Wanderers Ende Januar 2019 die Transferrechte an Otto und statteten ihn mit einem Vertrag mit einer Laufzeit bis zum 30. Juni 2023 aus.
Im Januar 2024 wechselte er zu PAOK Thessaloniki.